# عنكبوت صياد أوباي
عنكبوت صياد أوباي (الاسم العلمي:Eusparassus ubae) هو نوع من العنكبوتيات يتبع جنس العنكبوت الصياد من فصيلة العناكب الصيادة.